# Vadim Jusupovič Abdrašitov
Vadym Jusupovyč Abdrašytov, in russo Вадим Юсупович Абдрашитов? (Charkiv, 19 gennaio 1945 – Mosca, 12 febbraio 2023), è stato un regista russo.

## Biografia
Abdrašytov diventò cineasta negli anni settanta dopo essersi diplomato al VGIK di Mosca. Il suo film di esordio fu Ostanovite Potapova! (1974), una commedia satirica basata su una sceneggiatura di Grigori Gorin. Nel 1975 conobbe lo sceneggiatore Aleksandr Mindadze, con il quale instaurò una lunga e prolifica collaborazione che portò alla realizzazione di dodici lungometraggi in circa trent'anni. Il loro primo lavoro insieme fu La parola alla difesa (1977). Nel 1976 fu regista di Slovo dlja zaščity e nel 1982 di Ostanovilsja poezd.
Grande osservatore della realtà sociale dell'Unione Sovietica, attento all'attualità ma lontano dagli ideologismi, seppe intuire e smascherare le contraddizioni del proprio paese. Particolarmente significativi nella sua produzione Il servo (1989) e Il tempo del danzatore (1998), opere in cui vincitori e vinti, servi e padroni vedono confondersi e azzerarsi i propri ruoli in balia della storia e sotto il peso del passato.

## Filmografia
- Reportaź s asfal'ta (1972)
- Ostanovite Potapova! (1974)
- Slovo dlja zaščity (1977)
- Povorot (1979)
- Ochota na lis (1980)
- Ostanovilsja poezd (1982)
- Parad planet (1984)
- Plumbum - Un gioco pericoloso (1987)
- Il servo (1989)
- Armavir (1991)
- Pesa dlya passazhira (1995)
- Vremja tancora (1998)
- Magnitnye buri (2003)